# Fed Cup 2017 – baráž Světové skupiny II
Baráž Světové skupiny II Fed Cupu 2017 představovala čtyři mezistátní zápasy, které se uskutečnily mezi 22. a 23. dubnem 2017. Utkaly se v nich čtyři týmy, které prohrály ve čtvrtfinále druhé světové skupiny – Austrálie, Itálie, Rumunsko a Tchaj-wan, se čtyřmi vítěznými družstvy z 1. skupin kontinentálních zón. Srbsko a Velká Británie se k barážovým zápasům kvalifikovaly z evropsko-africké zóny, Kazachstán z asijsko-oceánské zóny a Kanada z americké zóny. Podle aktuálního žebříčku ITF byly čtyři nejvýše klasifikované týmy nasazeny.
Vítězové – Austrálie, Itálie, Kanada a Rumunsko, si zajistili účast ve Světové skupině II 2018 a poražení – Kazachstán, Srbsko, Tchaj-wan a Velká Británie, sestoupili do 1. skupin tří kontinentálních zón pro rok 2018.

## Účastníci
| Účastníci druhé světové baráže | Účastníci druhé světové baráže | Účastníci druhé světové baráže | Účastníci druhé světové baráže |
| Austrálie                      | Kanada                         | Itálie                         | Kazachstán                     |
| Rumunsko                       | Srbsko                         | Tchaj-wan                      | Velká Británie                 |
| ------------------------------ | ------------------------------ | ------------------------------ | ------------------------------ |

Nasazení
1. Itálie (výhra)
2. Rumunsko (výhra)
3. Austrálie (výhra)
4. Kanada (výhra)

## Barážové zápasy

### Itálie vs. Tchaj-wan
| Circolo Tennis Barletta, Barletta, Itálie 22.–23. dubna 2017 antuka | |                                                                         |     |     |       |            |
| \| 1. \| \| Martina Trevisanová I Ja-süan \| 2 6 \| 6 3 \| 12 10 \| \| \| 2. \| \| Sara Erraniová Sü Ťie-jü \| 6 0 \| 6 2 \| \| \| \| 3. \| \| Sara Erraniová I Ja-süan \| 3 6 \| 6 2 \| 6 3 \| \| \| 4. \| \| Martina Trevisanová Sü Chieh-yu \| \| \| \| nehrálo se \| \| 5. \| \| Jasmine Paoliniová / Camilla Rosatellová Čuang Ťia-žung / Sü Čching-wen \| 4 6 \| 4 6 \| \| \| \| Nominace \| \| \| \| \| \| \| \| \| Itálie: Sara Erraniová, Jasmine Paoliniová, Martina Trevisanová, Camilla Rosatellová, nehrající kapitánka Tathiana Garbinová \| \| \| \| \| \| \| \| Tchaj-wan: I Ja-süan, Sü Ťie-jü, Sü Čching-wen, Čuang Ťia-žung, nehrající kapitán Wang Ši-ťing \| \| \| \| \| \| \| Podrobnosti \| \| \| \| \| \| \| \| \| Poměr vzájemných střetnutí mezi Itálií a Tchaj-wanem před baráží činil 1:0. \| \| \| \| \| \| | |                                                                         |     |     |       |            |
| | |                                                                         | 1.  | 2.  | 3.    |            |
| 1. | | Martina Trevisanová I Ja-süan                                           | 2 6 | 6 3 | 12 10 |            |
| 2. | | Sara Erraniová Sü Ťie-jü                                                | 6 0 | 6 2 |       |            |
| 3. | | Sara Erraniová I Ja-süan                                                | 3 6 | 6 2 | 6 3   |            |
| 4. | | Martina Trevisanová Sü Chieh-yu                                         |     |     |       | nehrálo se |
| 5. | | Jasmine Paoliniová / Camilla Rosatellová Čuang Ťia-žung / Sü Čching-wen | 4 6 | 4 6 |       |            |
| Nominace | |                                                                         |     |     |       |            |
| | Itálie: Sara Erraniová, Jasmine Paoliniová, Martina Trevisanová, Camilla Rosatellová, nehrající kapitánka Tathiana Garbinová |                                                                         |     |     |       |            |
| | Tchaj-wan: I Ja-süan, Sü Ťie-jü, Sü Čching-wen, Čuang Ťia-žung, nehrající kapitán Wang Ši-ťing                               |                                                                         |     |     |       |            |
| Podrobnosti | |                                                                         |     |     |       |            |
| | Poměr vzájemných střetnutí mezi Itálií a Tchaj-wanem před baráží činil 1:0.                                                  |                                                                         |     |     |       |            |

### Rumunsko vs. Velká Británie
| Tenis Club IDU, Constanța, Rumunsko 22.–23. dubna 2017 antuka | |                                                                        |     |     |          |  |
| \| 1. \| \| Simona Halepová Heather Watsonová \| 6 4 \| 6 1 \| \| \| \| 2. \| \| Sorana Cîrsteaová Johanna Kontaová \| 2 6 \| 3 6 \| \| \| \| 3. \| \| Simona Halepová Johanna Kontaová \| 6 1 \| 6 3 \| \| \| \| 4. \| \| Irina-Camelia Beguová Heather Watsonová \| 6 4 \| 7 5 \| \| \| \| 5. \| \| Simona Halepová / Monica Niculescuová Jocelyn Raeová / Laura Robsonová \| 3 6 \| 6 1 \| [8] [10] \| \| \| Nominace \| \| \| \| \| \| \| \| \| Rumunsko: Simona Halepová, Irina-Camelia Beguová, Monica Niculescuová, Sorana Cîrsteaová, nehrající kapitán Ilie Năstase \| \| \| \| \| \| \| \| Velká Británie: Johanna Kontaová, Heather Watsonová, Laura Robsonová, Jocelyn Raeová, nehrající kapitánka Anne Kheotavongová \| \| \| \| \| \| \| Podrobnosti \| \| \| \| \| \| \| \| \| Poměr vzájemných střetnutí mezi Rumunskem a Velkou Británií před baráží činil 4:1. Rumunský nehrající kapitán a první světová jednička ATP Ilie Năstase během druhé dvouhry vulgárně urážel britskou nehrající kapitánku a Johannu Kontaovou. Zápas byl přerušen poté, co se britská tenistka na dvorci rozplakala. Năstase byl nejdříve vyveden na tribunu a poté ze stadionu. Incident řešila ITF, která Rumuna dočasně suspendovala. Organizátoři Wimbledonu 2017 pak v květnu oznámili, že jej nevpustí na londýnský grandslam.[3][4] \| \| \| \| \| \| | |                                                                        |     |     |          |  |
| | |                                                                        | 1.  | 2.  | 3.       |  |
| 1. | | Simona Halepová Heather Watsonová                                      | 6 4 | 6 1 |          |  |
| 2. | | Sorana Cîrsteaová Johanna Kontaová                                     | 2 6 | 3 6 |          |  |
| 3. | | Simona Halepová Johanna Kontaová                                       | 6 1 | 6 3 |          |  |
| 4. | | Irina-Camelia Beguová Heather Watsonová                                | 6 4 | 7 5 |          |  |
| 5. | | Simona Halepová / Monica Niculescuová Jocelyn Raeová / Laura Robsonová | 3 6 | 6 1 | [8] [10] |  |
| Nominace | |                                                                        |     |     |          |  |
| | Rumunsko: Simona Halepová, Irina-Camelia Beguová, Monica Niculescuová, Sorana Cîrsteaová, nehrající kapitán Ilie Năstase |                                                                        |     |     |          |  |
| | Velká Británie: Johanna Kontaová, Heather Watsonová, Laura Robsonová, Jocelyn Raeová, nehrající kapitánka Anne Kheotavongová |                                                                        |     |     |          |  |
| Podrobnosti | |                                                                        |     |     |          |  |
| | Poměr vzájemných střetnutí mezi Rumunskem a Velkou Británií před baráží činil 4:1. Rumunský nehrající kapitán a první světová jednička ATP Ilie Năstase během druhé dvouhry vulgárně urážel britskou nehrající kapitánku a Johannu Kontaovou. Zápas byl přerušen poté, co se britská tenistka na dvorci rozplakala. Năstase byl nejdříve vyveden na tribunu a poté ze stadionu. Incident řešila ITF, která Rumuna dočasně suspendovala. Organizátoři Wimbledonu 2017 pak v květnu oznámili, že jej nevpustí na londýnský grandslam. |                                                                        |     |     |          |  |

### Srbsko vs. Austrálie
| Sportovní hala Kristalna Dvorana, Zrenjanin, Srbsko 22.–23. dubna 2017 tvrdý (hala) | |                                                                             |     |     |    |            |
| \| 1. \| \| Aleksandra Krunićová Ashleigh Bartyová \| 4 6 \| 3 6 \| \| \| \| 2. \| \| Ivana Jorovićová Darja Gavrilovová \| 2 6 \| 2 6 \| \| \| \| 3. \| \| Nina Stojanovićová Darja Gavrilovová \| 0 6 \| 3 6 \| \| \| \| 4. \| \| Ivana Jorovićová Ashleigh Bartyová \| \| \| \| nehrálo se \| \| 5. \| \| Ivana Jorovićová / Nina Stojanovićová Ashleigh Bartyová / Casey Dellacquová \| 1 6 \| 5 7 \| \| \| \| Nominace \| \| \| \| \| \| \| \| \| Srbsko: Aleksandra Krunićová, Nina Stojanovićová, Ivana Jorovićová, Dejana Radanovićová, nehrající kapitánka Tatjana Ječmenicová \| \| \| \| \| \| \| \| Austrálie: Darja Gavrilovová, Ashleigh Bartyová, Destanee Aiavová, Casey Dellacquová, nehrající kapitánka Alicia Moliková \| \| \| \| \| \| \| Podrobnosti \| \| \| \| \| \| \| \| \| Srbsko a Austrálie před baráží neodehrály žádné vzájemné střetnutí. \| \| \| \| \| \| | |                                                                             |     |     |    |            |
| | |                                                                             | 1.  | 2.  | 3. |            |
| 1. | | Aleksandra Krunićová Ashleigh Bartyová                                      | 4 6 | 3 6 |    |            |
| 2. | | Ivana Jorovićová Darja Gavrilovová                                          | 2 6 | 2 6 |    |            |
| 3. | | Nina Stojanovićová Darja Gavrilovová                                        | 0 6 | 3 6 |    |            |
| 4. | | Ivana Jorovićová Ashleigh Bartyová                                          |     |     |    | nehrálo se |
| 5. | | Ivana Jorovićová / Nina Stojanovićová Ashleigh Bartyová / Casey Dellacquová | 1 6 | 5 7 |    |            |
| Nominace | |                                                                             |     |     |    |            |
| | Srbsko: Aleksandra Krunićová, Nina Stojanovićová, Ivana Jorovićová, Dejana Radanovićová, nehrající kapitánka Tatjana Ječmenicová |                                                                             |     |     |    |            |
| | Austrálie: Darja Gavrilovová, Ashleigh Bartyová, Destanee Aiavová, Casey Dellacquová, nehrající kapitánka Alicia Moliková        |                                                                             |     |     |    |            |
| Podrobnosti | |                                                                             |     |     |    |            |
| | Srbsko a Austrálie před baráží neodehrály žádné vzájemné střetnutí.                                                              |                                                                             |     |     |    |            |

### Kanada vs. Kazachstán
| Uniprix Stadium, Montréal, Kanada 22.–23. dubna 2017 tvrdý (hala) | |                                                                                     |       |      |          |  |
| \| 1. \| \| Bianca Andreescuová Julia Putincevová \| 4 6 \| 6 4 \| 4 6 \| \| \| 2. \| \| Françoise Abandová Jaroslava Švedovová \| 6 3 \| 6 4 \| \| \| \| 3. \| \| Françoise Abandová Julia Putincevová \| 6 3 \| 6 3 \| \| \| \| 4. \| \| Bianca Andreescuová Jaroslava Švedovová \| 7 61 \| 6 4 \| \| \| \| 5. \| \| Gabriela Dabrowská / Katherine Sebovová Kamila Kerimbajevová / Galina Voskobojevová \| 78 66 \| 6 78 \| [5] [10] \| \| \| Nominace \| \| \| \| \| \| \| \| \| Kanada: Françoise Abandová, Bianca Andreescuová, Katherine Sebovová, Gabriela Dabrowská, nehrající kapitán Sylvain Bruneau \| \| \| \| \| \| \| \| Kazachstán: Julia Putincevová, Jaroslava Švedovová, Galina Voskobojevová, Kamila Kerimbajevová, nehrající kapitán Dias Doskarajev \| \| \| \| \| \| \| Podrobnosti \| \| \| \| \| \| \| \| \| Kanada a Kazachstán před baráží neodehrály žádné vzájemné střetnutí. \| \| \| \| \| \| | |                                                                                     |       |      |          |  |
| | |                                                                                     | 1.    | 2.   | 3.       |  |
| 1. | | Bianca Andreescuová Julia Putincevová                                               | 4 6   | 6 4  | 4 6      |  |
| 2. | | Françoise Abandová Jaroslava Švedovová                                              | 6 3   | 6 4  |          |  |
| 3. | | Françoise Abandová Julia Putincevová                                                | 6 3   | 6 3  |          |  |
| 4. | | Bianca Andreescuová Jaroslava Švedovová                                             | 7 61  | 6 4  |          |  |
| 5. | | Gabriela Dabrowská / Katherine Sebovová Kamila Kerimbajevová / Galina Voskobojevová | 78 66 | 6 78 | [5] [10] |  |
| Nominace | |                                                                                     |       |      |          |  |
| | Kanada: Françoise Abandová, Bianca Andreescuová, Katherine Sebovová, Gabriela Dabrowská, nehrající kapitán Sylvain Bruneau        |                                                                                     |       |      |          |  |
| | Kazachstán: Julia Putincevová, Jaroslava Švedovová, Galina Voskobojevová, Kamila Kerimbajevová, nehrající kapitán Dias Doskarajev |                                                                                     |       |      |          |  |
| Podrobnosti | |                                                                                     |       |      |          |  |
| | Kanada a Kazachstán před baráží neodehrály žádné vzájemné střetnutí.                                                              |                                                                                     |       |      |          |  |